# Vox Populi (programma televisivo Sportitalia)
Vox Populi è un programma televisivo italiano in onda su Sportitalia la domenica dalle 17.00 alle 18.00, a partire dal settembre 2016.
La trasmissione è condotta da Michela Russo con Giancarlo Padovan che risponde in diretta alle domande dei telespettatori sui temi caldi del weekend calcistico.

## Conduttori
- Settembre 2016 - Maggio 2017: Michela Russo con Giancarlo Padovan